# 世尊寺流
世尊寺流（せそんじりゅう）は、平安時代、藤原行成を祖とする和様書道の流派の一つ。小野道風、藤原佐理のあとをうけて上代様の書風を完成したとされる。書風は、世尊寺様とも呼ばれ、宮廷や貴族などでは最も権威ある書法として用いられた。
藤原行成が晩年、母の里方の代明親王の邸宅に隠棲し、邸宅内に世尊寺を建立し、またその子孫が世尊寺家を名乗り、代々そこを住居としたためこの名で呼ばれた。
初代藤原行成から17代を数えるが、1532年（享禄5年）、17代目世尊寺行季没をもって、世尊寺家は断絶した。

## 関係諸書流（直系のみ）
- 尊円流
- 法性寺流
- 持明院流